# روبرت أندرسون (كاتب)
روبرت أندرسون (بالإنجليزية: Robert Anderson)‏ (و. 1917 – 2009 م) هو كاتب سيناريو، وكاتب مسرحي، وكاتب أمريكي، ولد في مانهاتن، توفي في مانهاتن، عن عمر يناهز 92 عاماً، بسبب ذات الرئة.

## التعليم
تعلم في جامعة هارفارد.

## وصلات خارجية
- روبرت أندرسون على موقع IMDb (الإنجليزية)
- روبرت أندرسون على موقع ألو سيني (الفرنسية)
- روبرت أندرسون على موقع تيرنر كلاسيك موفيز (الإنجليزية)
- روبرت أندرسون على موقع أول موفي (الإنجليزية)
- روبرت أندرسون على موقع قاعدة بيانات برودواي على الإنترنت (الإنجليزية)
- روبرت أندرسون على موقع قاعدة بيانات الأفلام السويدية (السويدية)
- روبرت أندرسون على موقع إن إن دي بي (الإنجليزية)
- روبرت أندرسون على موقع قاعدة بيانات الفيلم (الإنجليزية)
- روبرت أندرسون على موقع كينوبويسك (الروسية)